# Raión de Boksitogorsky
El raión de Boksitogorsky (Бокситого́рский райо́н en ruso, transl.: Boksitogorskiy raion) es un distrito administrativo y municipal del óblast de Leningrado, Rusia. Está ubicado al suroeste de la región y limita con los raiones de Tikhvinsky al norte y oeste, y Babayesvky y Chagodoshchensky (ambos de Vologda) al este y sureste respectivamente, también hace frontera con Novgorod al sur con Khvoyninsky y al suroeste con Lyubytinsky.
Tiene una extensión de 7.200 km² y una población de 15.695 habitantes de acuerdo con el censo de 2010 (exceptuando el centro administrativo). Su capitalidad se encuentra en Boksitogorsk.

## Geografía

### Relieve
El distrito está situado a orillas del Tikhvin, cuyo afluente divide las cuencas de los mares Báltico y Caspio. Se encuentra en una altitud de entre 150 a 250 m s. n. m. La parte occidental es más llana (entre 50 y 100 m s. n. m.). La geología de la zona está formada por bauxita, piedra caliza, dolomita y turba.
En la zona occidental se encuentra la cuenca del Syas, afluente del Lago Ládoga. Los principales afluentes del Syas dentro del raion son el Tikhvinka y Volozhba. El nordeste pertenece a la vertiente del Pasha, afluente del río Svir cuyas aguas paran al Ládoga. En el centro y suroeste se encuentra el Kolp, afluente de los ríos Suda y Chagodoshcha (ambos de la cuenca del Volga). En buena parte del territorio se encuentran zonas pantanosas y lagos, especialmente al este.
Al sur se halla el Ragusha, afluente del río Volozhba y cuenca del Syas. Esta área está protegida como bien de interés natural.

### División municipal
Como división administrativa, el raion se divide en diez asentamientos municipales. En cuanto a la división municipal, el distrito incorpora el municipio de Boksitogorsky y se subdivide en tres zonas urbanas y siete rurales.

## Historia

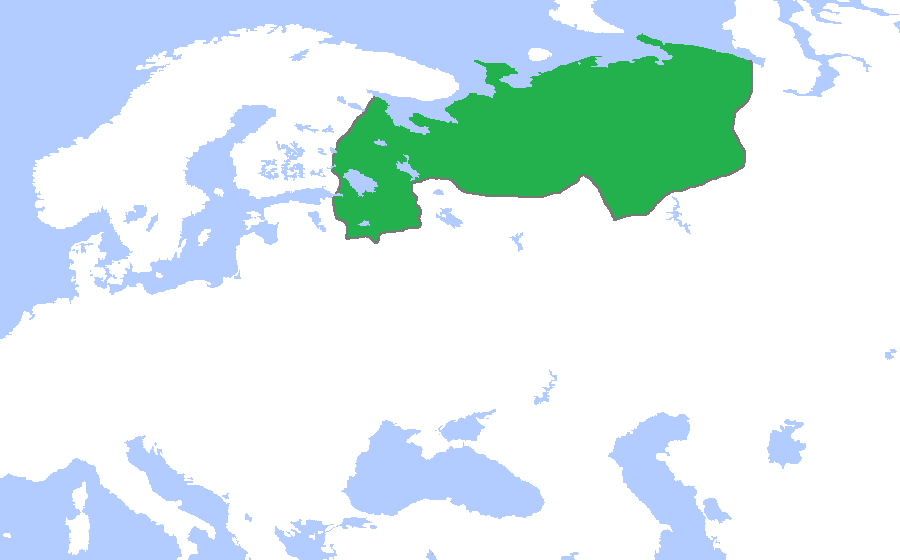
Máxima extensión de la República de Nóvgorod (hasta 1400)

La zona fue habitada por ugrofineses cuyos descendientes: vepsios, residen en la actualidad. Fue parte de la República de Nóvgorod hasta el siglo XV. En el XIII el monje Antoni Dymsky erigió un monasterio conocido con el nombre de Antoniyevo-Dymsky. El territorio pasó a formar parte de la pyatina novgorodiense de Obozerskaya. Tras la caída de la república, la región (junto con Nóvgorod) fue anexionado por el Principado de Moscú.
Durante el reinado de Pedro el Grande en 1708 se llevó a cabo una reforma territorial por la que Boksitogorsk fue incluido en la Gobernatura de Ingermanland (conocida a partir de 1710 como Gobernación de San Petersburgo). En 1727 se produjo la disolución de la Gobernación de Nóvgorod y fue transferida en 1776 al Virreinato de Nóvgorod hasta 1796 cuando el territorio quedó dividido en dos condados (Tikhvinsky y Ustyuzhensky). A finales del siglo XIX la población estaba diseminada y se empezaron a construir infraestructuras: en 1802 se inauguró el sistema hídrico que conectaba las cuencas del Neva y el Volga. Posteriormente se construyó una línea ferroviaria. En 1916 se hallaron depósitos de bauxita. Dos años después el área fue incluida en la Gobernatura de Cherepovets.
El 1 de agosto de 1927 los condados fueron abolidos y el territorio quedó dividido en los siguientes distritos: Tikhvinsky, Yefimovsky y Pikalyovsky. Las gobernaturas también corrieron la misma suerte y tanto Tikvinsky como Pikalyovsky pasaron a ser parte del okrug de Leningrado (dentro del actual óblast de Leningrado) hasta el 23 de julio de 1930 cuando esta división desapareció y los distritos fueron administrados directamente por los óblasti. Durante la II Guerra Mundial, en 1941 las tropas germanas trataron de sitiar Leningrado por Tikvin (localidad ocupada durante un mes) aunque el actual área del distrito no llegó a verse afectado a pesar de que durante meses los frentes se encontraban en el lugar.
En 1950 Boksitogorsk obtuvo el status de ciudad y dos años después se estableció el centro administrativo. Posteriormente fueron incorporadas zonas que previamente pertenecieron a Tikhvinsky y Yefimovsky. En 1954 Pikalyovo también alcanzó tal grado.
El 1 de febrero de 1963 durante las reformas administrativas llevadas a cabo por Nikita Jruschov los distritos fueron abolidos y la localidad de Boksitogorsk obtuvo los mismos privilegios de los óblasti hasta 1965 cuando volvieron a restaurarse los distritos.

## Economía

### Industria
La economía principal del raion se encuentra dentro del sector de la madera y de la alimentación.

### Agricultura y piscifactoría
Hay dos cooperativas agrícolas y cuatro factorías especializadas en la cría de pescado.

### Transporte
La línea de cercanías que conecta San Petersburgo con Vólogda cruza el distrito de oeste a este en las estaciones de Yefimovsky y Podborovye. Una segunda línea conecta Podborovye con Chagoda y Kabozha mediante un transbordo entre el trayecto que recorre desde San Petersburgo hasta Sonkovo
La autovía A114 conecta Vologda con Cherepovets hasta la capital del óblast. En Dymi se encuentra un ramal que recorre Boksitogorsk hasta llegar a Nebolchi, Nóvgorod. También hay carreteras secundarias.
El sistema hídrico de Tikhvinskaya yace en el distrito desde el río Syas hasta el Tikhvinka. el lago Yelgino está conectado con el canal del Tikhvin a lo largo de 6 km siguiendo el curso del Volchina.